# Coronigoniella maldonadoi
Coronigoniella maldonadoi är en insektsart som beskrevs av Young 1977. Coronigoniella maldonadoi ingår i släktet Coronigoniella och familjen dvärgstritar. Inga underarter finns listade i Catalogue of Life.